# Nipponocypris temminckii
Nipponocypris temminckii är en fiskart som först beskrevs av Temminck och Schlegel, 1846.  Nipponocypris temminckii ingår i släktet Nipponocypris och familjen karpfiskar. Inga underarter finns listade i Catalogue of Life.